# Neochalcis breviceps
Neochalcis breviceps är en stekelart som först beskrevs av Masi 1929.  Neochalcis breviceps ingår i släktet Neochalcis och familjen bredlårsteklar. Inga underarter finns listade i Catalogue of Life.